# منوتشهر نجفي (مقاطعة فيروزآباد)
منوتشهر نجفي (بالإنجليزية: Mazraeh-ye Manuchehr Najafi)‏ هي human-geographic territorial entity تقع في فارس في إيران.